# Zink-reaktive Dermatose
Die Zink-reaktive Dermatose ist eine Hautkrankheit bei Hunden, die durch einen Mangel am essentiellen Spurenelement Zink verursacht wird.

## Formen
Man unterscheidet zwei Formen der Erkrankung: Syndrom I und Syndrom II.

### Syndrom I
Beim Syndrom I sind vor allem Siberian Husky und Alaskan Malamute, selten auch Bullterrier betroffen. Hier wird eine genetische Ursache vermutet, die zu einer verminderten Aufnahme von Zink im Darm führt.
Klinisch zeigt sich diese Form vor allem durch Hautveränderungen an Lippen, Ohrmuscheln, Augenlidern und Kinn. Hier zeigen sich Rötung, Haarausfall und festanhaftende Schuppen. Zudem können fettige Haut, glanzloses Fell und eine übermäßige Verhornung der Ballen auftreten. Die gestörte Hautbarriere begünstigt eine Sekundärinfektion mit Bakterien (Pyodermie) und Hefen (Malassezien-Dermatitis), was zu sehr starkem Juckreiz führen kann.

### Syndrom II
Vom Syndrom II sind vor allem junge wachsende Hunde großer Rassen betroffen, deren Nahrung reich an Phytaten ist oder zu viel Calcium enthält. Diese Stoffe reduzieren die Zinkaufnahme im Darm.
Klinisch zeigen die Tiere häufig auch reduziertes Allgemeinbefinden, Fressunlust und Lymphknotenschwellungen. An der Haut dominieren übermäßige Verhornung und Spaltenbildungen (Fissuren) an stärker exponierten Körperstellen wie den Ballen und dem Nasenspiegel. Sekundärinfektionen sind ebenfalls möglich.

## Behandlung
Beim Syndrom I ist eine lebenslange Gabe von Zinksalzen (Zinksulfat, Zinkmethionin) notwendig. Da diese die Magenschleimhaut reizen, sollte die Gesamtmenge auf mindestens zwei Gaben verteilt und mit Futter verabreicht werden. Die Verfütterung calciumreicher Futtermittel (Käse und andere Milchprodukte) ist wegen der daraus resultierenden verminderten Zinkaufnahme im Darm zu vermeiden. Manchmal ist es notwendig, zu Behandlungsbeginn und bei erneutem Aufflackern der Symptome Zink intravenös zu verabreichen. Eine geringe Dosis Cortison kann ebenfalls zur Linderung beitragen, da der Wirkstoff zu einer Erhöhung der Zinkaufnahme im Darm und zu einer Reduktion der Talgbildung führt.
Beim Syndrom II ist meist eine vorübergehende Zinksubstitution über ein bis zwei Wochen ausreichend.
Unterstützend können topisch den Talgfluss reduzierende Shampoos und an den Stellen übermäßiger Verhornung Propylenglycol eingesetzt werden. Bei Sekundärinfektionen ist eine entsprechende Behandlung angezeigt.